# پیتر دوبه
پیتر دوبه (انگلیسی: Peter Dubé؛ – ) نویسنده اهل کانادا بود.